# Gino Cortopassi
Gino Cortopassi, mais conhecido pelo pseudônimo de Zé Fidélis (São Paulo, 23 de setembro de 1910 — São Paulo, 15 de março de 1985) foi um cantor, compositor, radialista, humorista, e um dos pioneiros do humor radiofônico brasileiro.

## "O Inimigo da Tristeza"
Zé Fidélis apresentava-se como "o inimigo número um da tristeza". De fato, sua forma característica de fazer humor podia dar a ele o direito de conceber essa auto-afirmação. Ele fazia  humor como poucos, tendo como base as paródias de músicas de sucesso e as imitações irônicas e inocentes, o que despertava uma certa simpatia dos que eram atingidos por elas. O humor ingênuo e o modo como interpretava as piadas de português faz dele um humorista incomparável nesta arte.
Estreou no programa radiofônico Cascatinha do Genaro, de João Batista de Almeida, nos anos 1930. Foi nesse programa que Gino incorporaria o personagem Zé Fidélis, tornando-o muito famoso como "one-man-show" em palcos famosos como Cassino da Urca e Quitandinha. Teve vários discos long plays de 78 rotações gravados, o que os ajudaram a catapultar sua carreira. Em 1958, foi o pioneiro no Brasil em gravar um "LP de 33 1/3" rotações somente com humorismo. A maioria de suas gravações era de sua autoria, ou em parcerias.
Fez composições para outros artistas, sem ser paródias, como o bolero "Meu castigo", gravado por Duo Guarujá, e "Horas felizes", gravada pela dupla Ouro e Prata. Em 1972, a famosa dupla Alvarenga e Ranchinho gravou, pela RCA, uma paródia de sua autoria intitulada "Meu Boi", sobre o sucesso de Ronnie Von em 1966, "Meu Bem", uma regravação da música "Girl", dos Beatles.
Sua extraordinária capacidade em fazer o público rir e, até mesmo, cair na gargalhada, também era transferida com talento para as páginas de vários livros que escreveu: "Binho, mulata e vacalhau"; "Muito sangue e pouca areia"; "Seleção canalhinha"; História do mundo"; "Teatro maluco"; "Meningite aguda"; "Lira arreventada"; "Sarravulho"; "Bérsus a gasugênio"; "Ópera pela tripa".
Seu admirável talento humorístico certamente o faria um artista rico nos dias de hoje. Porém, apesar de ser muito elogiado por vários humoristas renomados, terminou seus dias numa clínica de repouso, em São Paulo.

## Discografia
- 1938 - "Construí uma casinha"       - marcha    - (Columbia)
- 1938 - "Versos de Camões"           - marcha    - (Columbia)
- 1940 - "O desafio número 3"         - paródia   - (Columbia)
- 1940 - "Consulta médica"            - humorismo - (Columbia)
- 1943 - "Manuelita I e II"           - paródia   - (Columbia)
- 1949 - "Pega reta"                  - paródia   - (Continental)
- 1949 - "Vasco x Arsenal"            - humorismo - (Continental)
- 1950 - "Transmissão maluca I e II"  - humorismo - (Continental)
- 1952 - "Vingança"                   - paródia   - (Continental)
- 1952 - "O grande prêmio"            - humorismo - (Continental)
- 1953 - "Beijinho horroroso"         - paródia   - (Continental)
- 1953 - "Carta de amor"              - xote      - (Continental)
- 1954 - "Casa da Teresa"             - paródia   - (Continental)
- 1954 - "Luta de boxe"               - humorismo - (Continental)
- 1955 - "Rosa"                       - paródia   - (Continental)
- 1955 - "Irradiação do Casamento"    - humorismo - (Continental)
- 1956 - "Casamento da crioula"       - xote      - (Continental)
- 1956 - "O candidato burro...crata"  - humorismo - (Continental)
- 1957 - "Boneca cabeçuda"            - sátira    - (Continental)
- 1957 - "Portugal x Itália"          - humorismo - (Continental)
- 1958 - "Zé Fidélis e suas paródias" - humorismo - (Continental) - *1° LP de humor no Brasil
- 1959 - "Caminho avacalhado"         - paródia   - (Continental)
- 1959 - "PR-CC"                      - humorismo - (Continental)
- 1959 - "Babalina"                   - paródia   - (Continental)
- 1959 - "Oh! Raios"                  - humorismo - (Continental)
- 1960 - "Banho enxuto"               - paródia   - (Continental)
- 1960 - "A guerra vai começar"       - humorismo - (Continental)
- 1960 - "Marcha da baleia            - marcha    - (Continental)
- 1960 - "Vamos beber"                - humorismo - (Continental)
- 1960 - "Burro Amarelo"              - paródia   - (Continental)
- 1960 - "Noivo pão-duro"             - xote      - (Continental)
- 1960 - "Noite cheia de estrelas"    - paródia   - (Continental)
- 1960 - "Ora vai tu"                 - humorismo - (Continental)
- 1961 - "Valdemar Bastião"           - paródia   - (Continental)
- 1961 - "Anedotas musicadas n° 2"    - humorismo - (Continental)
- 1961 - "Madalena"                   - paródia   - (Continental)
- 1961 - "Mulata cheia de 'it'"       - humorismo - (Continental)
- 1962 - "Perfume dela"               - paródia   - (Continental)
- 1963 - "Acredite se quiser"         - humorismo - (Continental)
- 1963 - "Lá vem a onça"              - marcha    - (Continental)
- 1981 - "50 anos de humor legal"     - humorismo - (Sertanejo)